# Ada Hegerberg
Ada Martine Rogne Hegerberg (geb. Stolsmo Hegerberg; * 10. Juli 1995 in Sunndalsøra) ist eine norwegische Fußballspielerin. Sie spielt seit 2014 bei Olympique Lyon und wurde dort 2016, 2017, 2018, 2019, 2020 und 2022 Champions-League-Siegerin. Die Stürmerin wurde 2018 als erste Spielerin mit dem Ballon d’Or als „Weltfußballerin des Jahres“ ausgezeichnet.

## Karriere

### Vereine
2011 spielte Hegerberg beim norwegischen Verein Kolbotn IL in der Toppserien. Sie war mit 16 Jahren die erfolgreichste Stürmerin ihres Vereins. Zu Beginn der Saison 2012 wechselte sie gemeinsam mit ihrer Schwester Andrine zu Stabæk FK. Mit Stabæk gewann sie die Vizemeisterschaft und den Pokal. Im Pokalfinale gegen Røa IL erzielte Hegerberg drei Tore beim 4:0-Sieg. Am 14. Dezember 2012 unterschrieb sie beim 1. FFC Turbine Potsdam einen bis zum Ende der Saison 2013/14 laufenden Vertrag. In der UEFA Women’s Champions League 2013/14 erreichte sie mit Turbine Potsdam das Halbfinale.
Im Juli 2014 wechselte Hegerberg zum französischen Meister Olympique Lyon. In ihrer ersten Saison für Olympique gewann sie das Double aus Meisterschaft (die neunte in Folge für Lyon) und Pokal. In der Division 1 belegte sie mit 26 Treffern den dritten Rang der Torjägerinnenliste hinter ihren Vereinskameradinnen Lotta Schelin und Eugénie Le Sommer. In der Saison 2015/16 gelang der Gewinn des Triples: Neben ihrer zweiten Meisterschaft, zu der sie als Torschützenkönigin 33 Tore in 21 Spielen beisteuerte, und dem erneuten Pokalsieg gewann Lyon im Elfmeterschießen gegen den VfL Wolfsburg das Finale der UEFA Women’s Champions League 2015/16, wobei sie 13 Tore in 9 Spielen erzielt hatte. Im August 2016 wurde sie als erste Nichtdeutsche seit Einführung der Verleihung 2013 zu Europas Fußballerin des Jahres gewählt. Auch in den folgenden Jahren gewann die Norwegerin mit OL nationale wie internationale Titel am Fließband.
Anfang Dezember 2018 wurde Hegerberg als erste Spielerin von France Football mit dem Ballon d’Or als „Weltfußballerin des Jahres“ ausgezeichnet. Bei der Wahl zur FIFA-Weltfußballerin des Jahres wurde sie hinter Marta und Dzsenifer Marozsán Dritte.
Im Januar 2020 erlitt sie dann beim Training einen Bänderriss im rechten Knie, so dass sie für den Rest der Spielzeit, die zwei Monate später allerdings ohnedies abgebrochen wurde, ausfiel. Unmittelbar vor dem Saisonauftakt 2020/21 musste sie sich einem weiteren operativen Eingriff (Ermüdungsbruch im linken Bein) unterziehen und stand bis in den November 2020 hinein keine einzige Minute auf dem Platz. In der Saison 2021/22 wurde sie erstmals am 6. Spieltag in der 62. Minute eingewechselt. Insgesamt kam sie in der Saison auf 16 Ligaspiele und erzielte dabei zehn Tore. Hinzu kamen zehn Spiele in der UEFA Women’s Champions League 2021/22 mit sechs Toren, darunter eins beim 3:1-Finalsieg gegen Barcelona.
2024 wurde sie erneut für den Ballon d’Or féminin nominiert.

### Nationalmannschaft
Hegerberg durchlief sämtliche Juniorennationalteams Norwegens. Bei der U-19-Europameisterschaft der Frauen 2011 erreichte sie mit ihrer Mannschaft das Finale, welches sie 1:8 gegen Deutschland verloren. 2012 gehörte sie zum norwegischen Kader für die U-20-Weltmeisterschaft der Frauen in Japan. Ihr Debüt in der A-Nationalmannschaft gab sie am 19. November 2011 gegen Nordirland. Am 6. März 2013 erzielte sie im Rahmen des Algarve-Cups 2013 im Spiel gegen Japan ihren ersten Treffer für die A-Nationalmannschaft.
Mit der norwegischen Nationalmannschaft nahm sie an der Fußball-Europameisterschaft der Frauen 2013 in Schweden teil und erreichte mit ihr das Finale, welches mit einer 0:1-Niederlage gegen Deutschland endete.
Hegerberg gehörte auch im Gegensatz zu ihrer nur für den vorläufigen Kader nominierten Schwester zum Kader für die WM 2015. Sie wurde in den vier Spielen eingesetzt, spielte dabei immer über die gesamte Spielzeit und war mit drei Turniertoren beste Torschützin ihrer Mannschaft. Zwei davon erzielte sie im letzten Gruppenspiel gegen die Elfenbeinküste, woraufhin sie als „Spielerin des Spiels“ ausgezeichnet wurde. Im Achtelfinale gegen England schied ihre Mannschaft aber mit 1:2 aus. Im Sommer 2017 beendete sie nach 66 Länderspielen aufgrund von Differenzen mit dem norwegischen Fußballverband über die Wertschätzung und Bezahlung des Frauenfußballs ihre Nationalmannschaftskarriere.
Im März 2022 wurde sie wieder für die Nationalmannschaft nominiert. Beim 5:1-Sieg im WM-Qualifikationsspiel gegen den Kosovo gab sie ihr Comeback und erzielte drei Tore. Am 7. Juni 2022 wurde sie für die EM-Endrunde nominiert. Sie wurde in den drei Gruppenspielen eingesetzt, die mit einem 4:1-Sieg gegen EM-Neuling Nordirland begannen. Danach kassierten sie gegen England mit 0:8 die höchste Niederlage ihrer Länderspielgeschichte. Durch eine 0:1-Niederlage, die erste überhaupt gegen Österreich, verpassten sie als Gruppendritte die K.-o.-Runde.
Sie kam auch im ersten Spiel nach der EM, dem ersten Spiel unter der neuen Trainerin Hege Riise und entscheidenden Spiel um den Gruppensieg in der Qualifikation für die WM 2023 gegen Belgien zum Einsatz, das mit 1:0 gewonnen wurde, womit sich die Norwegerinnen für die WM qualifizierten. Sie musste allerdings in der 67. Minute verletzungsbedingt ausgewechselt werden.
Am 19. Juni 2023 wurde sie für die WM-Endrunde nominiert, wurde in zwei der vier Spiele ihres Teams eingesetzt und schied mit der Mannschaft im Achtelfinale gegen die Japanerinnen aus.
Am 16. Juni 2025 wurde sie für die Endrunde der EM 2025 nominiert. Sie kam dreimal zum Einsatz und wurde nur im dritten Gruppenspiel nicht eingesetzt als einige Stammspielerinnen geschont wurden, da die Norwegerinnen nach zwei gewonnenen Spielen bereits für das Achtelfinale qualifiziert waren. In diesem schieden sie gegen Italien durch ein Last-Minute-Gegentor aus. Im Eröffnungsspiel gegen die Schweiz erzielte sie mit ihrem 50. Länderspieltor zunächst den 1:1-Ausgleich, verschoss dann aber beim Spielstand von 2:1 einen Elfmeter. Dieses Missgeschick passierte ihr in umgekehrter Reihenfolge auch im Achtelfinale: Zunächst verschoss sie in der 60. Minute einen Strafstoß und erzielte sechs Minuten später das Tor zum zwischenzeitlichen 1:1-Ausgleich.

## Persönliches
Seit Juni 2018 war sie mit dem norwegischen Fußballspieler Thomas Rogne verlobt, den sie am 26. Mai 2019 in Oslo heiratete.

## Erfolge
- U-19-Fußball-Europameisterschaft: Vizeeuropameisterin 2011
- Norwegischer Pokal: 2012
- Fußball-Europameisterschaft: Vizeeuropameisterin 2013
- DFB-Hallenpokal: 2013, 2014
- Französischer Meister: 2015, 2016, 2017, 2018, 2019, 2020,  2022,  2023, 2024
- Französischer Pokal: 2015, 2016, 2017, 2019, 2020, 2023
- Französischer Supercup: 2019, 2022, 2023
- UEFA Women’s Champions League: 2016, 2017, 2018, 2019, 2020, 2022

## Auszeichnungen
- Norwegens Fußballerin des Jahres: 2015, 2016, 2018
- Europas Fußballerin des Jahres: 2016
- Aftenposten-Goldmedaille: 2016
- Norwegens Sportlerin des Jahres: 2016
- Gewinn der Challenge FFF de la meilleure joueuse: 2016
- Torschützenkönigin der Division 1 Féminine: 2016, 2017, 2018
- Ballon d’Or („Weltfußballerin des Jahres“): 2018